# Comté de Nantou
Le comté de Nantou (ch. trad. : 南投縣 ; py : Nántóu Xiàn ; tpy : Nántóu Siàn ; Wade-Giles : Nan-t'ou hsien ; litt. « Lâm-tâu-kōan ») est le deuxième plus grand comté de République de Chine (Taïwan) avec 4 106 km2 pour une population totale de 510 000 habitants. C'est aussi le seul comté qui n'ait pas accès à l'océan. Sa capitale est la ville de Nantou.
Son nom dérive d'un mot de la langue Hoanya, un des groupes aborigènes de Taïwan : Ramtau. Le Comté de Nantou est officiellement administré comme un comté de la Province de Taïwan, République de Chine.
Son secteur montagneux en fait une destination touristique ; le Lac du Soleil et de la Lune (chinois : 日月潭 ; pinyin : rìyuè tán) est localisé à Yuchi, dans ce comté. Les autres secteurs renommés du comté sont Hehuanshan et Xitou. Les villes notables de Nantou : Puli.
Le papillon du comté de Nantou est le Chilasa (Agehana) maraho.
Le thé Oolong Nantou Dongding est mondialement connu.

## Géographie
Le comté de Nantou est situé dans la partie occidentale de l'île de Taïwan.

## Subdivisions administratives
Le comté comporte 1 ville, 4 communes urbaines et 8 communes rurales.

### Ville
1. Nantou (南投市)

### Communes urbaines
1. Caotun (草屯鎮)
2. Jiji (集集鎮)
3. Puli (埔里鎮)
4. Zhushan (竹山鎮)

### Communes rurales
1. Guoxing (國姓鄉)
2. Lugu (鹿谷鄉)
3. Mingjian (名間鄉)
4. Ren'ai (仁愛鄉)
5. Shuili (水里鄉)
6. Xinyi (信義鄉)
7. Yuchi (魚池鄉)
8. Zhongliao (中寮鄉)

## Cours d'eau
- Maoluo

## Points de vue remarquables
- Sun Moon Lake National Scenic Area
- Tri-Mountain National Scenic Area
- Maolan Hiking Trail
- Hanbi Hiking Trail
- Lalu Island

## Personnalités liées
- Lin Yüan (1913-1991), peintre chinois